# 熱帶低氣壓

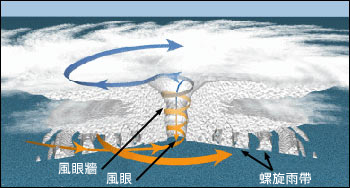
圖為達颱風（颶風）程度的熱帶氣旋之結構。熱帶低氣壓都會有螺旋雨帶，但相當鬆散，且沒有風眼和眼壁（風眼牆）。

熱帶低氣壓（英語：Tropical Depression，縮寫T.D.）指接近中心最高持續風速只達每小時41至62公里或者22至30節的熱帶氣旋，即強風級的級别，對下一級為低壓區或熱帶擾動，而對上一級為熱帶風暴。最廣泛使用的稱呼是「熱帶低氣壓」，但臺灣中央氣象署把此級別稱為「熱帶性低氣壓」，而中國國家氣象中心則把這級稱為「熱帶低壓」。此級別在太平洋和大西洋可視為熱帶氣旋。在印度洋， 被稱為「低氣壓」（中心附近最高風速為50 km/h或以下，但需要達到41 km/h才達到熱帶低氣壓的強度）或「深低氣壓」（中心附近最高風速為51–62 km/h）它有著組織鬆散的雲團及雷雨帶，其表面循環系統頗為顯現；但通常沒有風眼，亦缺乏更高級別的熱帶氣旋所呈現的緊密組織及形態。

## 特徵

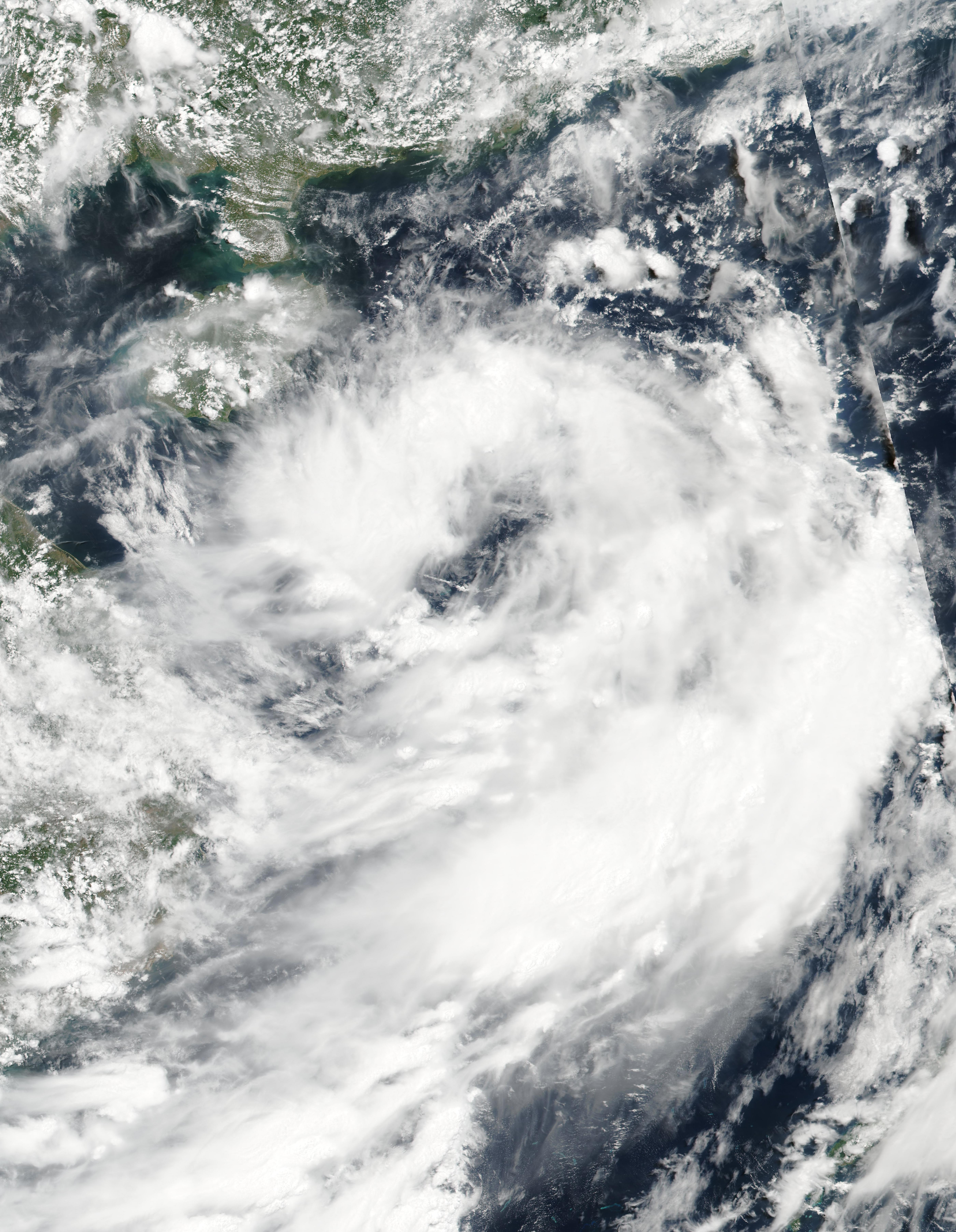
由季風槽內剛形成的熱帶低氣壓，呈現明顯季風低壓性質，組織鬆散並有對流空洞，風力外強內弱。

熱帶低氣壓的組織較為鬆散，低層環流中心較難辯認，中心氣壓一般在1000百帕斯卡左右。由季風槽內形成的熱帶低氣壓更通常呈現明顯季風低壓性質，即風力外強內弱和有對流空洞（但不限於熱帶低氣壓，如2014年強烈熱帶風暴娜基莉）。

## 生成

### 條件

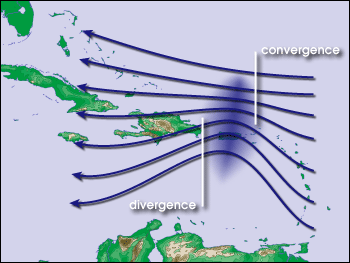
大西洋信風帶的波動——在盛行風路徑上移動的輻合氣流使大氣變得不穩定，熱帶氣旋因而有機會形成。

热带气旋的生成和发展需要海温、大气环流和大气层三方面的因素结合。熱帶氣旋的能量來自水蒸氣凝結時放出的潛熱。对于热带气旋的形成条件，至今尚在研究之中，未被完全了解。一般认为热带气旋的生成须具备6个条件，但热带气旋也可能在这6个条件不完全具备的情况下生成。
- 海水的表面溫度不低於攝氏26.5°，且水深不少於50米。[6]这个温度的海水造成上层大气足够的不稳定，因而能维持对流和雷暴。[7]
- 大气温度随高度迅速降低。这容许潜热被释放，而这些潜热是热带气旋的能量来源。[6]
- 潮湿的空气，尤其在对流层的中下层。大气湿润有利于天气扰动的形成。[6]
- 大部分須在離赤道超過五個緯度的地区生成，否则科里奥利力的强度不足以使吹向低压中心的风偏转并围绕其转动，环流中心便不能形成。[6]
- 不強的垂直風切變，如果垂直風切變過強，熱帶氣旋對流的發展會被阻礙，使其正反饋機制未能啟動。[6]
- 一個預先存在的且擁有環流及低壓中心的天氣擾動。[6]
- 中對流層的大氣不能太乾燥，相對溼度必須大於40~50個百分點。[6]

## 運動

### 旋轉的動力
由於水（H2O）的分子量为18， 空氣中的主要成份氮（N2）的分子量為28和氧（O2）的分子量為32，所以水蒸發了就會上升，一旦某一區域的空氣上升，氣壓就會降低令空氣湧進來的速度增加，令熱帶低氣壓增強，此時就要考慮「科氏力」的作用。在北半球，科氏力會使氣流「右轉」，所以向內輻合的氣流，會一邊前進一邊右轉，就會形成逆時針旋轉。

## 結構
一個熱带低氣壓有以下的部分：
暖心
熱帶氣旋的暖濕空氣環繞著中心旋轉上升，過程中水氣凝結釋放大量潛熱，熱能在中心附近垂直分佈。熱帶氣旋內各高度（接近海面例外）的氣溫都比氣旋外為高。

## 影響
樹木搖動，逆風難行。門、窗或牆壁當風時會發出呼呼低音。街上的木板或雜物可能被吹倒。

## 警告信號
當一個熱帶低氣壓登陸或近距離掠過港澳兩地，會令到香港發出三號強風信號，或令澳門懸掛三號風球。
如中國大陸各市縣24小時內可能受到熱帶低氣壓影響，平均風力達強風以上程度，或者已經受熱帶低氣壓影響，平均風力達強風程度並可能持續，當地氣象局會發出颱風藍色預警信號。
如一熱帶性低氣壓在臺灣附近，會發佈。
當菲律賓受熱帶氣旋影響，未來36小時內該區風力可達30－60公里／小時（清勁至強風程度），會發出一號風暴信號。
當中太平洋、東北太平洋或北大西洋地區受熱帶低氣壓吹襲，預料若不增強，則不會發出任何警告信號。

## 相關
- 熱帶氣旋

| 台灣中央氣象署        | 香港天文台   | 聯合颱風警報中心 |
| --------------------- | ------------ | ---------------- |
| 超級強烈颱風 強烈颱風 | 超強颱風     | 超強颱風         |
| 中度颱風              | 強颱風       | 颱風             |
| 中度颱風              | 颱風         | 颱風             |
| 輕度颱風              | 強烈熱帶風暴 | 熱帶風暴         |
| 輕度颱風              | 熱帶風暴     | 熱帶風暴         |
| 熱帶性低氣壓          | 熱帶低氣壓   | 熱帶低氣壓       |

### 典型熱帶氣旋
- 熱帶低氣壓10W (1999年)
- 熱帶低氣壓溫妮 (2004年)
- 熱帶性低氣壓24W (2018年)

### 特例
- 熱帶低氣壓618（近岸形成）

## 外部連結
- （繁體中文）香港天文台 （页面存档备份，存于）
  - （繁體中文）熱帶氣旋警告信號小冊子 (pdf檔案) （页面存档备份，存于）(393KB)
- （中文）澳門地球物理暨氣象局 （页面存档备份，存于）
- （日語）日本氣象廳 （页面存档备份，存于）
- 聯合颱風警告中心
  - 聯合颱風警報中心（部分非美國IP可能被封鎖，需要使用破網軟件或代理伺服器）
  - 聯合颱風警報中心